# فرن پیرا
فرن پیرا (انگلیسی: Fran Piera؛ زادهٔ ۱۹ دسامبر ۱۹۸۷) بازیکن فوتبال اهل اسپانیا است.
از باشگاه‌هایی که در آن بازی کرده‌است می‌توان به باشگاه فوتبال سابادل اشاره کرد.